# 关节镜
關節鏡（英Arthroscopy）是观察關節的状態的内視鏡、相当于胃镜的關節版。

## 历史
实用的關節鏡于1950年代在東京递信病院由整形外科部長渡边正毅等开发而在全世界范围推广开来。

## 構造
直径达到4mm，前端附有很小的透镜，通过它对關節内部进行观察。
關節鏡连接大屏幕电视，可以一边观察一边进行手术。
主要针对内側膝蓋滑膜褶障碍等手術而会被采用。

## 外部連結
- 《民眾日報》2009年5月7日報導：成大醫院談常見關節運動傷害[永久]，轉述PChome新聞。
- 《民眾日報》2009年7月17日報導：關節鏡微創手術 運動傷兵福音，轉述PChome新聞。

## 另見
- 沾黏性肩關節囊炎